# Tushhan
Tushhan (también Tushan o Tušhan) es una localidad kurda conocida en kurdo como Behramki o Tepe-i Barava por sus habitantes. Fue una antigua ciudad en Mesopotamia y una capital provincial en el valle del río Tigris superior, en la orilla sur y habitada desde el período de Mitanni, y principalmente durante el período neoasirio durante la Edad del Hierro.
La antigua Tushhan ahora se cree que está ubicada en el sitio de la moderna Ziyaret Tepe (en kurdo: Tepa Barava), provincia de Diyarbakır, Turquía.

## Historia
El sitio de Ziyaret Tepe estaba ocupado ya en la Edad del Bronce. La mayor parte del desarrollo urbano descubierto hasta la fecha es de la Edad del Hierro Media, cuando la ciudad fue reconstruida después de su colapso al final del período Asirio Medio. En la época asiria tardía era conocida como Tushhan, hasta alrededor del 612-605 a. C., cuando cayó el imperio. El sitio también fue ocupado en una escala mucho menor en los períodos helenístico, romano, medieval y otomano. La presa de Ilısu, que comenzó a llenar su embalse a fines de julio de 2019, afecta a la región.

## Arqueología
Las excavaciones comenzaron en 1997 con 3 años de estudios de superficie y sensores remotos en 1997. Desde 2000 hasta 2014, el sitio ha sido excavado por un equipo dirigido por Timothy Matney de la Universidad de Akron.
Allí se encontró un importante conjunto de tablillas cuneiformes de arcilla, traducidas por Simo Parpola de la Universidad de Helsinki.

### Controvertida tablilla neoasiria
En 2009 se descubrió una tablilla cuneiforme en Ziyaret Tepe que contenía una lista de alrededor de 60 nombres. Era una lista de mujeres deportadas de un lugar desconocido alrededor del 800 a. C., durante el período del Imperio neoasirio. Para John MacGinnis, del Instituto McDonald de Investigación Arqueológica de la Universidad de Cambridge, estas mujeres pueden haber venido de los alrededores de las montañas Zagros, siendo lo más probable que estos nombres pertenecieran a los shubrianos, un pueblo que hablaba un dialecto del urrita.

## Üçtepe
Ziyaret Tepe está bastante cerca de la ciudad de Üçtepe, ubicada cerca de Bismil, donde en 1861 John George Taylor encontró los famosos monolitos de Kurj, monumentos asirios que contienen una descripción de la batalla de Karkar, de interés para los estudios bíblicos y del Antiguo Oriente Próximo.ref>Nadav Naʼaman, Ancient Israel and Its Neighbors: Interaction and Counteraction: Collected Essays, Eisenbrauns, 2005. p. 2 ISBN 1575061082</ref> De hecho, algunos antiguos eruditos creían que Üçtepe hubiera sido la ubicación de Tushan. Hoy, estos monolitos se encuentran en el Museo Británico.